# Soap Opera Digest Award per la migliore soap opera

## Migliore soap opera per il Daytime
- 1984
  - Il tempo della nostra vita (Days of Our Lives)

- 1985
  - Il tempo della nostra vita

- 1986
  - Il tempo della nostra vita
  - Così gira il mondo (As the World Turns)
  - Febbre d'amore (The Young and the Restless)
  - General Hospital
  - Santa Barbara
  - Sentieri (Guiding Light)
  - Una vita da vivere (One Life to Live)

- 1988
  - Il tempo della nostra vita
  - Aspettando il domani (Search for Tomorrow)
  - Capitol
  - Così gira il mondo
  - Destini (Another World)
  - Febbre d'amore
  - General Hospital
  - Quando si ama (Loving)
  - I Ryan (Ryan's Hope)
  - Santa Barbara
  - Sentieri
  - La valle dei pini (All My Children)
  - Una vita da vivere

- 1989
  - Il tempo della nostra vita
  - Beautiful (The Bold and the Beautiful)
  - Così gira il mondo
  - Destini
  - Febbre d'amore
  - General Hospital
  - Quando si ama
  - I Ryan
  - Santa Barbara
  - Sentieri
  - La valle dei pini
  - Una vita da vivere

- 1990
  - Santa Barbara
  - Beautiful
  - Così gira il mondo
  - Destini
  - Febbre d'amore
  - General Hospital
  - Generations
  - Quando si ama
  - I Ryan
  - Sentieri
  - Il tempo della nostra vita
  - La valle dei pini
  - Una vita da vivere

- 1991
  - Il tempo della nostra vita
  - Beautiful
  - Così gira il mondo
  - Destini
  - Febbre d'amore
  - General Hospital
  - Generations
  - Quando si ama
  - Santa Barbara
  - Sentieri
  - La valle dei pini
  - Una vita da vivere

- 1992
  - Il tempo della nostra vita
  - Beautiful
  - Così gira il mondo
  - Destini
  - Febbre d'amore
  - General Hospital
  - Generations
  - Quando si ama
  - Santa Barbara
  - Sentieri
  - La valle dei pini
  - Una vita da vivere

- 1993
  - Il tempo della nostra vita
  - Beautiful
  - Così gira il mondo
  - Destini
  - Febbre d'amore
  - General Hospital
  - Quando si ama
  - Santa Barbara
  - Sentieri
  - La valle dei pini
  - Una vita da vivere

- 1994
  - Il tempo della nostra vita
  - Beautiful
  - Così gira il mondo
  - Destini
  - Febbre d'amore
  - General Hospital
  - Quando si ama
  - Sentieri
  - La valle dei pini
  - Una vita da vivere

- 1995
  - Il tempo della nostra vita
  - Beautiful
  - Così gira il mondo
  - Destini
  - Febbre d'amore
  - General Hospital
  - Quando si ama
  - Sentieri
  - La valle dei pini
  - Una vita da vivere

- 1996
  - Il tempo della nostra vita
  - Febbre d'amore
  - General Hospital

- 1997
  - General Hospital
  - Febbre d'amore
  - Il tempo della nostra vita

- 1998
  - General Hospital
  - Beautiful
  - Così gira il mondo
  - Destini
  - Febbre d'amore
  - General Hospital
  - Port Charles
  - Sentieri
  - Sunset Beach
  - Il tempo della nostra vita
  - La valle dei pini
  - Una vita da vivere

- 1999
  - General Hospital
  - Beautiful
  - Così gira il mondo
  - Destini
  - Febbre d'amore
  - General Hospital
  - Port Charles
  - Sentieri
  - Sunset Beach
  - Il tempo della nostra vita
  - La valle dei pini
  - Una vita da vivere

- 2000
  - General Hospital
  - Beautiful
  - Così gira il mondo
  - Febbre d'amore
  - Passions
  - Port Charles
  - Sentieri
  - Il tempo della nostra vita
  - La valle dei pini
  - Una vita da vivere

- 2001
  - Il tempo della nostra vita
  - Beautiful
  - Così gira il mondo
  - Febbre d'amore
  - General Hospital
  - Passions
  - Port Charles
  - Sentieri
  - La valle dei pini
  - Una vita da vivere

- 2003
  - General Hospital
  - Beautiful
  - Così gira il mondo
  - Febbre d'amore
  - Passions
  - Port Charles
  - Sentieri
  - Il tempo della nostra vita
  - La valle dei pini
  - Una vita da vivere

- 2005
  - General Hospital
  - Beautiful
  - Così gira il mondo
  - Febbre d'amore
  - Passions
  - Sentieri
  - Il tempo della nostra vita
  - La valle dei pini
  - Una vita da vivere

## Migliore soap opera per il Primetime
- 1984
  - Dynasty

- 1985
  - Dynasty

- 1986
  - California (Knots Landing)
  - Dallas
  - Falcon Crest

- 1988
  - California
  - I Colby (The Colbys)
  - Dallas
  - Dynasty
  - Falcon Crest

- 1989
  - California
  - Dallas
  - Dynasty
  - Falcon Crest

- 1990
  - California
  - Dallas
  - Dynasty
  - Falcon Crest

- 1991
  - California
  - Dallas
  - Falcon Crest
  - I segreti di Twin Peaks (Twin Peaks)

- 1992
  - California
  - Dallas
  - L'ombra della notte (Dark Shadows)
  - I segreti di Twin Peaks (Twin Peaks)